# Palpas (Lima)
Palpas es un caserío peruano ubicado en el distrito de Huancapón, perteneciente a la provincia de Cajatambo del departamento de Lima, al centro oeste del Perú. 

## Ubicación
Palpas se ubica al norte de la provincia de Cajatambo, en el distrito de Huancapón, en el departamento de Lima.

## Demografía
En 2017 Palpas tenía una población de 94 habitantes y 96 viviendas.
| Gráfica de evolución demográfica de Palpas entre 1993 y 2017 |
|                                                              |
| Fuentes: Población 1993 y 2017                               |